# Jožef Klekl (političar)
Jožef Klekl (Jožef Klekl starejši, mađarski Klekl József) (Krajna, 13. listopada 1874. – Murska Sobota, 30. svibnja 1948.) slovenski (prekomurski) je političar, rimokatolički svećenik, pisac, narodni buditelj. Klekl se je u 1920-ih borio za stvorjenje autonomije u Prekmurju (Slovenska krajina).

## Život
Njegov djed, Anton Klekl je bio njemačkog podrijetla, došao iz mjesta Mele (Kellerdorf, općina Gornja Radgona) na Krajnu 1830. godine.
Kleklovi roditelji su bili Števan Klekl i Terezija Šalman (rođena u Strukovcima). Števanov brat Andraš (Andrej) Klekl je imao jednog sina, Jožef Klekl, koji je bio baš onako pisac i svećenik.
Osnovnu školu je pohađao na Cankovi i u Lendavi. 1885. – 1893. godine je studirao u Kisegu i Sambotelu, potom bogoslovlje u sambotelskoj teologiji. Kao kaplan je služio na Tišini (1897. – 1902.). Jer je bio Slovenac, poslali su ga u Vincjet, u Gradišće (1902. – 1903.), gdje su bili gradišćanski Hrvati.
1903. godine je bio kaplan u Črenšovcima, gdje začao izdavati mjesečnik Marijin list na prekomurskom. 1905. – 1910. godine je bio svećenik u Pečarovcima i uredio nove molitvenike i pjesme na prekomurskom jeziku. Na novom jeziku je probao zbližiti prekomurski književni jezik slovenskomu i hrvatskomu, te sprskohrvatskomu jeziku, baš htjio očuvati i prekomurske elemente.
1913. godine, ko je umro Ferenc Ivanoci, Klekl je vodio Slovensku lüdsku stranku, koja se je borila protiv mađarizacije. Mađaroni i nacionalisti su proširili, da Slovenci i međimurski Hrvati, te Mađari "su se udružili," to jest Međimurci i Slovenci želijo Mađari biti.
1918. godine Slovenska lüdska stranka je zahtijevala slovensku autunomiju u Mađarskoj. Mađaroni, kao Sándor Mikola su prosvjedovali, reče da Vendi (Slovenci) imaju mađarsku dušu, odbiju i svoj materinski jezik.
Zapravo Slovenija ni zahtijevala Slovenske krajine, zašto Klekl je probao izvesti autonomiju ili samostalnost, ne samo u Mađarskoj, nego i u Sloveniji. Hrvatska je također zahtijevala Slovensku krajinu i prosinca 1918. godine hrvatska dragovoljska armija je probala zauzeti krajinu, baš slovensko prebivalsto nije podupiralo hrvatske armije.
Klekl je spremio program autnomne Slovenske krajine, koji je planirao: samostalan slovenski parlament u Murskoj Soboti, slovensku pukovniju i časništvo, slovensku gimnaziju u Monoštru (Szentgotthárd) i prekomurski kao uradni jezik. Potpisali su program Jožef Sakovič, Jožef Klekl ml. Ivan Baša, Števan Kühar i hrvatski Jožef Čarič. Mađarski sabor je oklijevao i Klekl ni mogao presuditi, ili bi ostvario Slovensku krajinu, ili bi se samo udružio sa Slovenijom. Kada srpsko-hrvatska armija zauzela Slovensku krajinu, slovenski parlament već nije podupirao programa i nisu priključili porabskih Slovenca Sloveniji.
U 1920-ih još su zahtijevali Prekomurci, da bi prekomurski bio uradni jezik u Prekmurju. U Mađarskoj mađaronska proganda i Mikola su probali umrljati Klekla i druge, jer su spriječili mađarizaciju. 1941. godine Mađari su okupirali Prekmurje i privesli Klekla u koncepcijskoj parnici. Po tužbi Klekl je Mađar i izdao je mađarsku domovinu jer spriječio mađarizaciju, koja je bila narodni odgoj Venda (Slovenca). Slične parnice su bile također u Međimurju.
1945. godine su ga komunisti okaljali, jer je istupio protiv komunizma i liberalizma. Umro je u Murskoj Soboti.

## Djelovanje
1910. godine je oboljeo i otići u mirovnu. Baš je nastavio literarno djelovanje u Marijinem listu i Kalendarju Srca Jezušovoga. 1913. godine je utemeljio prekomurski tjednik Novine, 1932. godine pa katolički omladinski mjesečnik Marijikin ograček. U Beogradu, u jugoslavenskom saboru je bio poslanik.
U 1930-ih mlada generacija (među njim Miško Kranjec i Ferdo Godina), koja je bila ljevičarska, se je trudila skloniti prekomursku književnost. Klekl je protestirao, jer se je držao običaja. Tako je sudio, da prekomurski jezik je most među hrvatskog i slovenskog jezika.
U komunističnoj Jugoslaviji su ga propagandisti podcijenili i blatili, jer je bio antikomunist te odražavo prekomurski jezik. Miško Kranjec je bio najveći protivnik Kleklovog spomina.
U 1990-im opet su ga podcijenili (kao Rudi Čačinovič, koji je bio ranije komunist i jugoslavist), da Klekl je bio protiv slovenskog naroda, jugoslavist i hrvatist je bio.
Mnogo je učinio Prekmurju i katoličkoj crkvi.

## Djela
- Bratovscsina karmelszkoga skapulira blázsene Device Marije (1901.)
- Pozdrávleno bodi nájplemenitese Oltárszko szvesztvo (1906.)
- Hodi k oltarskomi svestvi (1910.)
- Bratovčina svetoga živoga rožnoga venca (1912.)
- Skrivnosti živoga rožnoga venca za celo leto (1912.)
- Karmelskoga škapulera bratovčina (1913.)
- Skrovnost Marijina ali od robstva preblažene Device (1913.)
- Živlenjepis svete Treze v podobi devetdnevnice zloženi od Ligourijanskoga svetoga Alphonza (1913.)
- Kaj more en tretjerednik znati i zdržati? (1914.)
- Den Marijine zapuščenosti. Zadoščenje žalostne Matere Bože (1915.)
- Življenjepis Blažene Jezušekove Trezike (1923.)
- Boži slüžabnik. Kaszap Števan. (1943.)